# Первомайка (Костромская область)
Первома́йка — посёлок в Макарьевском районе Костромской области, входит в состав Горчухинское сельское поселение. До 2011 года — административный центр Первомайского сельского поселения.

## География
Посёлок расположен на реке У́нжа у устья Поды в 28 км от районного центра г. Макарьев.

## Население
| 2008 | 2010 | 2014 | 2024 |
| ---- | ---- | ---- | ---- |
| 1002 | ↘900 | ↘874 | ↘680 |

## Инфраструктура
В поселке расположены:
- МОУ Первомайская средняя общеобразовательная школа им. А. Ф. Володина,
- ООО «Первомайский ЛПХ» (не работает).